# Цахкадзор
Цахкадзор (на арменски: Ծաղկաձոր) е град, разположен в провинция Котайк, Армения. Населението му през 2011 година е 1256 души.

## Население
- 1990 – 3350 души
- 2001 – 1578 души
- 2009 – 1608 души
- 2011 – 1256 души